# Rivière à la Loutre (rivière Saguenay)
Pour les articles homonymes, voir Loutre (homonymie) et Rivière à la Loutre.
La rivière à la Loutre est un affluent de la rivière Saguenay, coulant dans la municipalité de Saint-Fulgence, dans la municipalité régionale de comté (MRC) Le Fjord-du-Saguenay, dans la région administrative du Saguenay-Lac-Saint-Jean, au Québec, au Canada.
La route 172 (route de Tadoussac) coupe la rivière à
la Loutre à son embouchure. Le chemin du rang Saint-Louis (sens nord-sud)
dessert le versant Ouest de cette rivière,.
La foresterie constitue la première activité économique du secteur ; les activités récréotouristiques, en second.
La surface de la rivière à la Loutre est habituellement gelée de la fin novembre au début avril, toutefois la circulation sécuritaire sur la glace se fait généralement de la mi-décembre à la fin mars.

## Géographie
Les principaux bassins versants voisins de la rivière à la Loutre sont :
- Côté Nord : rivière Valin, rivière Saint-Louis, ruisseau Canada ;
- Côté Est : ruisseau Lajoie, rivière aux Outardes, ruisseau du Moulin, ruisseau Glissant, rivière Pelletier, rivière de la Descente des Femmes, rivière Saguenay, rivière Sainte-Marguerite ;
- Côté Sud : rivière Saguenay ;
- Côté Ouest : rivière Valin, rivière Caribou, rivière Shipshaw[3].

La rivière à la Loutre prend sa source d’un ruisseau de montagne (altitude : 231 m). Cette source est située à : 0,8 km au sud du cours du le Petit Bras et à 9,9 m au nord-ouest de l’embouchure de la rivière à la Loutre.
À partir de sa source, à la confluence de deux ruisseaux de montagne, le cours de la rivière à la Loutre descend sur 14,0 km selon les segments suivants :
- 4,0 km vers le sud, jusqu'au chemin du rang Sainte-Anne ;
- 3,3 km vers le sud-ouest en formant une courbe vers l'est jusqu’au chemin du rang Sainte-Marie ;
- 5,3 km vers le sud dans une vallée encaissée, jusqu'à un ruisseau (venant de l'ouest) correspondant à un coude de rivière ;
- 1,4 km vers le sud-est au pied d’une montagne, délimitant la partie nord d’une petite plaine, jusqu'à l'embouchure de la rivière[3].

L'embouchure de la rivière à la Loutre se déverse sur la rive nord de la rivière Saguenay dans la municipalité de Saint-Fulgence. Cette confluence de la rivière à la Loutre est située à :
- 2,1 km à l'est de l’embouchure de la rivière Valin ;
- 4,0 km à l'ouest du centre du village de Saint-Fulgence ;
- 9,4 km au nord-est du centre-ville de Saguenay ;
- 99,4 km à l'ouest de l’embouchure de la rivière Saguenay[3].

À partir de l’embouchure de la rivière à la Loutre, le courant suit le cours de la rivière Saguenay vers l'est jusqu'à la hauteur de Tadoussac où il conflue avec le fleuve Saint-Laurent.

## Toponymie
Le toponyme rivière à la Loutre a été officialisé le 5 décembre 1968 à la Banque des noms de lieux de la Commission de toponymie du Québec.